# Брок, Наполеон Мерфи
Наполеон Мерфи Брок (англ. Napoleon Murphy Brock; род. 7 июня 1945) — саксофонист, вокалист и флейтист, наиболее известен сотрудничеством с Фрэнком Заппой в 1970-х годах. Его инструментальные и вокальные партии звучат в большинстве альбомов Заппы середины 1970-х годов, в том числе в концертном Roxy & Elsewhere (1974), студийных Apostrophe, One Size Fits All (1975), Bongo Fury (1975), Zoot Allures (1976), наиболее яркие вокальные партии — в песнях «Village of the Sun» и «Florentine Pogen».
Начал музыкальную карьеру в конце 1960-х годов в Сан-Франциско: выступал как автор и исполнитель песен в клубах, играл на саксофоне и флейте. В начале 1970-х годов присоединился к Mothers Заппы, участвовал в прочих проектах Заппы, снялся в нескольких его фильмах, сыграл роль Злого Принца на альбоме Заппы Thing-Fish (1984).
Сольный альбом Брока Balls вышел только в 2002 году. С 2006 года гастролирует с группой Zappa Plays Zappa Двизила Заппы. В 2009 году вместе с Zappa Plays Zappa стал лауреатом «Грэмми» за исполнение пьесы «Peaches en Regalia».